# Гістосумісність
Гістосумісність — сумісність органів і тканин, яка визначається специфічними антигенними комплексами: Головний комплекс гістосумісності (наприклад HLA).
Гістосумісність відіграє ключову роль в успішності трансплантації органів і тканин. У нормі організм проявляє імунну агресію по відношенню до чужорідного білка, який в нього потрапляє. Для здійснення успішної пересадки органа необхідно, щоб донор та реципієнт максимально збігалися по антигенній структурі рецепторів. У залежності від органу проводиться перевірка різних антигенів для виявлення сумісності.
Найпростішим прикладом визначення гістосумісності є визначення груп крові та резус-фактору перед переливанням. Чим більше специфічних антигенів містить орган чи тканина, тим важчим є підбір відповідного донора. До відкриття HLA комплексів гістосумісності успішна пересадка органів могла бути проведена лише при випадковому збігу антигенного складу, ймовірність чого вкрай мала. З появою можливості визначення сумісності тканин почався активний розвиток трансплантології.